# أولاد بوعلي (الثلث الفوقاني)
أولاد بوعلي هو دُوَّار يقع بجماعة السفلات، إقليم الرشيدية، جهة درعة تافيلالت في المملكة المغربية. ينتمي الدوّار لمشيخة الثلث الفوقاني التي تضم 10 دواوير. يقدر عدد سكانه بـ 465 نسمة حسب الإحصاء الرسمي للسكان والسكنى لسنة 2004.

## روابط خارجية
- البوابة الوطنية للجماعات الترابية
- المندوبية السامية للتخطيط